# Magnitude fotográfica
Antes do advento dos fotômetros, que realizam medições apuradas do brilho de objetos astronômicos, a magnitude aparente de um objeto era obtida através de uma foto capturada por uma câmera. Essas imagens, reveladas em filme fotosenssível ou placas, eram mais sensíveis ao final azul do espectro visual, comparado ao olho humano ou fotômetros modernos. Como resultado, estrelas mais azuis possuem uma magnitude fotográfica menor (ou seja, são mais brilhantes), em relação à magnitude visual moderna, pois elas aparentam ser mais brilhantes em fotografias do que em fotômetros modernos. Da mesma maneira, estrelas mais vermelhas possuem uma magnitude fotográfica maior (ou seja, são mais opacas) que a magnitude visual, pois elas parecem ser menos brilhantes. Por exemplo, a estrela supergigante vermelha KW Sagitarii possui uma magnitude fotográfica de 11.0 a 13.2 mas uma magnitude visual de aproximadamente 8.5 a 11.  Também é comum para mapas estelares listar uma magnitude azul (B), tal como para S Doradus e WZ Sagittae.
O símbolo para magnitude aparente fotográfica é mpg e o símbolo para a magnitude fotográfica absoluta é Mpg.
A escala de magnitude fotográfica é atualmente considerada obsoleta.